# Bianco, rosso e Verdone
Pour plus de détails, voir Fiche technique et Distribution.
Bianco, rosso e Verdone est une comédie à l'italienne réalisée par Carlo Verdone et sortie en 1981.

## Synopsis
Le film est un road movie comique qui se déroule pendant un week-end électoral. Les protagonistes, dont les histoires alternent tout au long du film, sont trois hommes qui se rendent à leur bureau de vote respectif, tous interprétés par Carlo Verdone : Furio, un fonctionnaire vacard et pointilleux, Mimmo, un jeune homme naïf et maladroit qui s'occupe en même temps de sa grand-mère, et Pasquale, un émigré du sud de l'Italie vivant à Munich, qui ne trouve pas un accueil très chaleureux en Italie.

### Furio Zoccano
Furio Zoccano, fonctionnaire romain résidant à Turin, logorrhéique, écervelé et pédant à l'extrême, planifie et calcule tout dans les moindres détails. Sa femme Magda Ghiglioni, qu'il aime beaucoup, le supporte en silence et avec désespoir, exprimé plusieurs fois par l'expression « je n'en peux plus ». En chemin, Magda rencontre régulièrement un beau play-boy, Raoul, qui s'intéresse à elle. Plus tard, la famille est victime d'un accident grotesque causé par Furio. Furio est hospitalisé pour un bilan de santé, tandis que sa femme reste avec leurs enfants dans un hôtel, où ils rencontrent le play-boy, auquel ils peuvent difficilement résister. A leur arrivée à Rome, profitant de l'absence de son mari au bureau de vote, Magda prend congé de ses fils Anton Giulio et Anton Luca et s'enfuit avec l'homme.

### Mimmo
Mimmo, jeune homme maladroit et naïf, arrive en retard à Vérone (qu'il confond avec Vicence) pour aller chercher sa grand-mère Teresa et l'emmener voter à Rome. Malgré son âge et son état de santé, la vieille femme se révèle beaucoup plus vive et visqueuse que son petit-fils, se moquant ponctuellement de lui, mais sans méchanceté. Celui-ci, de son côté, se montre très craintif à son égard, au milieu de la curiosité des badauds qui assistent à leurs fréquentes et vives querelles.
Au cours du voyage, ils rencontrent un camionneur romain bourru, surnommé « Le Prince », qui gagne d'abord la sympathie de la vieille dame. Le soir venu, ils passent la nuit dans le même hôtel que la famille de Furio. Mimmo est attiré par une prostituée, totalement inconsciente de son intention, jusqu'à ce que sa maladresse fasse tomber un bocal rempli de poissons rouges : cela provoque la colère de la femme et le jeune homme, effrayé, se rendort dans les bras de sa grand-mère. Au matin, Mimmo et Teresa trouvent Le Prince caché dans leur voiture, croyant à tort qu'il a causé l'accident et la mort de Furio, mais au premier contrôle de police, la crédulité du jeune homme éveille les soupçons des agents et l'arrestation du transporteur qui s'ensuit. Arrivé au bureau de vote, Mimmo a une nouvelle altercation avec la vieille femme, qui se moque de lui devant des soldats. Une fois dans l'isoloir, elle meurt d'un malaise, au désespoir de Mimmo et dans l'indifférence des membres du bureau de vote, occupés à débattre de la validité du vote de la femme.

### Pasquale Amitrano
Pasquale Amitrano est un émigré italien vivant à Munich, en Allemagne de l'Ouest. Adepte de la Juventus, avec une affiche de Franco Causio dans sa chambre, il est marié à une robuste femme de la région qui l'aime beaucoup et s'occupe de lui d'une manière presque maternelle. Il part pour l'Italie dans une Alfasud rouge, bruyamment attelée, pour rejoindre sa circonscription à Matera, et l'on a l'image d'un homme taciturne, facile à vivre et dépensier, mais aussi terriblement maladroit et naïf, à tel point qu'arrivé en Italie il subit des vols, des escroqueries et même des coups, au point d'être obligé d'abandonner sa voiture en panne sur l'autoroute.
Arrivé à destination, épuisé et meurtri, il se défoule dans un monologue — une sorte de charabia dans un dialecte presque incompréhensible même pour les gens du pays — dans lequel, après avoir raconté toute sa grotesque mésaventure, il se livre à un jugement pittoresque sur l'Italie et les Italiens.

## Fiche technique
Sauf indication contraire, les informations mentionnées dans cette section peuvent être confirmées par la base de données cinématographiques IMDb,  présente dans la section « Liens externes ».
- Titre original italien : Bianco, rosso e Verdone[1] (litt. « Blanc, rouge et Verdone »[2])
- Réalisateur : Carlo Verdone
- Scénario : Leonardo Benvenuti, Piero De Bernardi, Carlo Verdone
- Photographie : Luciano Tovoli
- Montage : Nino Baragli
- Décors : Carlo Simi
- Costumes : Antonio Palombi
- Musique : Ennio Morricone
- Producteurs : Sergio Leone
- Sociétés de production : Medusa Film
- Pays de production :  Italie
- Langue de tournage : italien
- Format : Couleurs - Son mono - 35 mm
- Durée : 116 minutes (1h56)[1]
- Genre : Comédie à l'italienne
- Dates de sortie :
  - Italie : 20 février 1981 (Rome) ; 5 mars 1981 (Turin) ; 12 mars 1981 (Milan)

## Distribution
- Carlo Verdone : Pasquale Amitrano / Furio Zoccano / Mimmo
- Irina Sanpiter (it) : Magda Ghiglioni, la femme de Furio
- Elena Fabrizi : Elena, la grand-mère de Mimmo
- Milena Vukotic : La prostituée
- Mario Brega : Le routier dit « Le prince »
- Angelo Infanti : Raoul, le séducteur
- Andrea Aureli : L'oncle de Mimmo
- Élisabeth Wiener : L'épouse allemande de Pasquale
- Anna Alessandra Ariorio
- Vittorio Zarfati : Le portier du motel
- Giovanni Brusadori
- Guido Monti
- Giuseppe Pezzulli